# Китайська зелена змія велика
Китайська зелена змія велика (Cyclophiops major) — неотруйна змія з роду Китайська зелена змія родини Вужеві.

## Опис
Загальна довжина коливається від 75 см до 1,2 м, вкрай рідко 1,3 м. Голова вузька. Тулуб стрункий з гладенькою лускою. У самців на спині вона дещо кілевата. Спина забарвлена у яскраво—зелений колір. Черевна сторона зеленувато—жовта. У деяких особин можуть бути чорні плями, які хаотично розкидані з боків.

## Спосіб життя
Полюбляє широколистяні ліси в горбистій й гірській місцевості, а також в деревно—чагарникові зарості, вологі гірські луки. Повільна змія, втім здатна розвивати велику швидкість при небезпеці. Активна вдень. Харчується дощовими хробаками, як дрібними, так і досить великими видами 25-30 см завдовжки.
Це яйцекладна змія. Самиця відкладає від 2 до 16 яєць. Молоді змії з'являються через 2 місяці завдовжки 26 см.

## Розповсюдження
Мешкає у провінціях Китаю — Гонконг, Хайнань, Хенань, Ганьсу. Часта також на Тайвані, у північному В'єтнамі.